# EXO (к-поп група)
EXO (на корейски 엑소; чете се „ексо“, изписва се с главни букви) е южнокорейска момчешка група със седалище в Сеул. Дебютира с 12 члена, разделени по шестима в два екипа: EXO-K за промотиране на корейски с Бекхьон, Ди О, Кай , Сехун, Сухо, Чаньол; и EXO-M за промотиране на мандарин с Крис, Лей, Лухан, Тао, Чен, Шиумин като четирима от тях са с китайски корени.
Групата е сформирана от SM Entertainment през 2011 г. и дебютира на 8 април 2012 година, на Великден със сингъла си и мини албум MAMA, издадени на корейски и мандарин. На 8 април е и дебютният им концерт пред над 10-хилядна публика. Тяхната музика включва жанрове като поп, хип-хоп и R&amp;B, заедно с електронна танцова музика като house, trap и synth-pop. EXO издава и изпълнява музика на корейски, мандарин и японски. Групата се класира като една от петте най-влиятелни знаменитости в списъка на Forbes Korea Power Celebrity всяка година от 2014 до 2018 г. (за 2015, 2016 е под номер 1, а за 2019 е в топ 10) и е презентирана от медиите като „най-добрата момчешка група в света“ и „кралете на к-попа“.
От 2014 г. EXO промотира единно, без първоначалните национални поделения, като същевременно продължава да пуска и изпълнява музика на няколко езика. Това е периодът, когато един след другг Крис, Лухан и Тао напускат групата и се завръщат в родината си Китай, където се развиват много успешно самостоятелно. Лей също е с китайски произход, но след много обстойни разговори с компанията си и лично с нейния създател И Су Ман, му е предоставено правото да създаде своя компания в родината си, като остане свързан с EXO и SM Entertainment, и към 2020 г. е един от най-успешните китайски соло артисти Китай, издаващ песни и на английски език. От 2016 г. Чен, Бекьон и Шумин спонтанно създават поделението EXO-CBX, издавайки албуми на японски, а членовете Сехун и Чаньол от 2019 г промотират като подразделение, наречено EXO-SC. Всички членове на EXO развиват и самостоятелни дейности със сингли, колаборации с други артисти, песни за филми или сериали, участия в шоу програми, реклами, телевизионни продукции и филми за широкия екран, както и лични бизнес проекти.
Първият пълен албум на EXO е озаглавен XOXO (2013) с водеща песен Growl, с който правят бум на корейската музикалната сцена. Той е продаден в над един милион копия и бележи рестарт при продажбите на физичеки копия в ерата на световната дигитализация. Следващите им албуми и EP-та продължават продажби във възходящи числа, като всичките им корейски студийни албуми продават повече от един милион копия. EXO спечели куп награди, включително пет поредни победи за албум на годината на Mnet Asian Music Awards и две поредни победи в категорията изпълнител на годината на Melon Music Awards. EXO стават първият корейски изпълнител с над 10 милона копия продадени албуми сборно.
EXO влиза в книгата с Рекордите на Гинес за 2018, заедно с BIGBANG, за най-много значими победи, или Daesang, в годишните Mnet Asia Music Awards (абревеатурно МАМА).
EXO са и първите, които започват да поставят рекорди по бързина на билетни продажби за концертите им – не за минути или секунди, а за стотни от секундата.
Шестият албум на EXO Don't Mess Up My Tempo (2018) е техният албум с най-висока класация в US Billboard 200, дебютирал под номер 23. Това е и техният най-продаван албум с 1,965,542 копия само в Южна Корея, отделно почти 3 милиона копия в Китай и още десетки хиляди в Япония и САЩ. В преиздаването на албума под заглавието Love Shot това е и заглавието на водещата песен, която става третият сингъл номер едно на EXO в класацията на Billboard World Digital Songs и заема позицията три последователни седмици.
1. ↑  kpopsingers.com